# Una Troy
Una Troy (geboren 21. Mai 1910 in Fermoy, County Cork; gestorben 1993 in Bunmahon, County Waterford) war eine irische Schriftstellerin. 

## Leben
Una Troy war die älteste Tochter von John S. Troy und Bridget Agnes Hayes. Ihre Schwestern waren Grainne Troy (1913–1970) und Shevaun Troy (1923–1993). Zu Unas Schulbildung gehörte auch der Besuch einer katholischen Mädchenschule in Dublin. Sie wuchs in Fermoy auf, wo ihr Vater Rechtsanwalt war. Dieser wurde 1922 nach Clonmel versetzt, aber im Sommer lebte die Familie in Bunmahon. Dort lernte Una Troy den Arzt Joseph C. Walsh (1894–1969) kennen, den sie 1931 heiratete. Das Ehepaar lebte bis 1969 in Clonmel und hatte eine Tochter namens Janet. Una Troy zog 1969 nach Bunmahon, wo sie bis 1993 lebte.
1936 veröffentlichte sie unter dem Namen Elizabeth Connor ihren ersten Roman Mount Prospect in England, der in Irland verboten wurde. Von 1947 bis 1955 veröffentlichte die Autorin keine Texte. 
Ab 1955 publizierte sie mit ihrem Namen Una Troy. Sie schrieb vorwiegend Romane und Kurzgeschichten, die teilweise in mehreren Sprachen erschienen. Der 1958 in England verfilmte Roman We are seven wurde in Irland erst 2001 im Irish Film Archive gezeigt.
Ihr literarischer Nachlass wird in der Irischen Nationalbibliothek verwahrt.

## Werke (Auswahl)
- Elisabeth Connor: Mount Prospect. Methuen, London 1936.
  - Amerikanische Ausgabe: No House of Peace. 1937.
- Swans and Geese. Schauspiel, 1941.
- Apple a Day. Schauspiel, 1942.
- Dark Road. Schauspiel, 1947.
- We are seven. Heinemann, London 1955. 
  - Deutsche Ausgabe: Wir sind sieben. Ein herzerquickender Roman. Aus dem Englischen übersetzt von Dorothea Gotfurt. Scherz, Bern 1958.
  - Taschenbuchausgabe: Wir sind sieben. Deutscher Taschenbuchverlag, München 1963.
- Miss Maggie and the doctor. Dutton, New York, 1958.
  - Maggie und ihr Doktor. Ein heiterer Arztroman aus Irland. Aus dem Englischen übersetzt von Arno Dohm. Goldmann, München 1965.
- The other end of the bridge. Heinemann, London 1960.
  - Deutsche Ausgabe: Ohne Brücke geht es nicht. Aus dem Englischen übersetzt von Nora H. Wohlmuth. Goldmann, München 1976, ISBN 978-3-442-30318-2.
  - Taschenbuchausgabe: Der Brückenheilige. Goldmann, München 1979, ISBN 978-3-442-03676-9.
- The Workhouse Graces. Heinemann, London 1960.
  - Amerikanische Ausgabe: The Graces of Ballykeen. Dutton, New York 1960.
  - Deutsche Ausgabe: Die Pforte zum Himmelreich. Roman. Aus dem Englischen übersetzt von Dorothea Gotfurt. Scherz, Bern 1960.
- Esmond. Hodder & Stoughton, London 1963.
  - Deutsche Ausgabe: Meine drei Ehemänner. Ein heiterer Roman aus Irland. Aus dem Englischen übersetzt von Arno Dohm. Goldmann, München 1964.
- The prodigal father. Dutton, New York 1965.
- Stop press. Hale, London 1971.
  - Mutter macht Geschichten. Roman. Aus dem Englischen übersetzt von Susanne Lepsius. Bern, Scherz 1974.
- Out of the Everywhere. Hale, London 1976.
  - Eine nette kleine Familie. Deutsch von Isabella Nadolny. Deutscher Taschenbuch Verlag, München 1989, ISBN 3-423-11150-X.
- A sack of gold. Hale, London 1979, ISBN 978-0-70912199-2.
  - Deutsche Ausgabe: Ein Sack voll Gold. Aus dem Englischen übersetzt von Christiane Trabant-Rommel. Deutscher Taschenbuch Verlag, München 1986, ISBN 978-3-423-10619-1.
- Stechginster. Roman. Aus dem Englischen übersetzt von Fred Schmitz. Deutscher Taschenbuch Verlag, München 1989, ISBN 978-3-423-10989-5.
- Das Meer ist Musik. Deutscher Taschenbuch Verlag, München 2001, ISBN 978-3-423-20408-8.
- Läuft doch prima, Frau Doktor.

## Film
- She Didn't Say No! (1958, Mitautorin, basierend auf We are seven)
- We are seven (1989, TV-Serie)